# Blang Pueb
Blang Pueb is een bestuurslaag in het regentschap Pidie van de provincie Atjeh, Indonesië. Blang Pueb telt 279 inwoners (volkstelling 2010).